# 田中玲那
田中 玲那（たなか れいな、1972年2月3日 - ）は、日本の女優、元グラビアアイドル。1990年代後半、雑誌のヌードグラビアページやヌードシーンのあるオリジナルビデオ作品に登場した。かつての所属事務所はSPLASH。

## 主な出演作品

### オリジナルビデオ
- Would you like to ダンス?（1996年）
- 女教師4（1996年）- 主演
- Zero WOMAN　消せない記憶（1997年）
- かまいたち39歳（1997年）

## 書籍
写真集
- 麗夢（1996年7月、佐藤健撮影、ぶんか社） ISBN 4821121034

デジタル写真集
- KURADASHI! 田中玲那（Level4）